# متیل ترت-بوتیل اتر
متیل ترت-بوتیل اتر (به انگلیسی: Methyl tert-butyl ether) با فرمول شیمیایی C۵H۱۲O یک ترکیب شیمیایی با شناسه پاب‌کم ۱۵۴۱۳ است. که جرم مولی آن ۸۸٫۱۵ g/mol می‌باشد. 